# Kang Dae-sung
Kang Dae-sung (강대성?, 姜大聲?, Gang Dae-seongLR, Kang TaesŏngMR; Seul, 26 aprile 1989) è un cantante sudcoreano.
Dal 2006 è membro del gruppo musicale Big Bang.

## Carriera

### 1989-2007: primi anni e debutto con i Big Bang
Kang Dae-sung è nato nel quartiere Itaewon di Seul e fin da piccolo ha coltivato il desiderio di diventare un cantante. Per superare l'opposizione dei suoi genitori, fortemente contrari all'idea, è andato via di casa per una settimana per ottenere il permesso. Kang continuò a perseguire il suo obiettivo e fu reclutato dalla YG Entertainment come trainee dopo aver superato un'audizione. In seguito, iniziò a usare il suo primo nome, Daesung, come nome d'arte e fu accoppiato ad altri cinque trainee (G-Dragon, T.O.P, Taeyang, Seungri e Hyunseung) per formare il boy group Big Bang. La formazione del gruppo fu documentata in televisione, ma prima del loro debutto ufficiale, Hyunseung fu escluso e i Big Bang debuttarono nel 2006 con cinque membri. I Big Bang fecero la loro prima apparizione come gruppo il 19 agosto 2006, al concerto per il decimo anniversario della YG Family. Il 23 settembre 2006, i Big Bang hanno tenuto il loro primo concerto.
L'esordio dei BigBang ebbe un discreto successo: il loro primo album in studio, Big Bang Vol.1 – Since 2007, vendette oltre 100.000 copie. L'album contiene anche il primo brano solista di Daesung, Try Smiling, ed è stato preceduto da tre singoli: Big Bang, Big Bang Is V.I.P e Big Bang 03, pubblicati nello stesso anno. La svolta del gruppo arrivò con l'uscita del loro primo EP, Always, che includeva il singolo numero uno Lies. La canzone è rimasta in cima alle classifiche musicali coreane per un numero record di sette settimane consecutive e ha fatto vincere al gruppo il premio Canzone dell'anno alla nona edizione del Mnet Korean Music Festival. I loro EP successivi seguirono le orme del suo predecessore: Hot Issue produsse Last Farewell mentre Stand Up generò Day by Day; entrambi i singoli hanno raggiunto la cima delle classifiche nazionali.
Poco dopo il debutto dei Big Bang, a Daesung furono diagnosticati dei noduli alle corde vocali e sviluppò sociofobia e paura del palcoscenico. Tuttavia, riuscì a guarire grazie all'aiuto della collega cantante e compagna di etichetta Gummy, a cui era stata precedentemente diagnosticata la stessa malattia.

### 2008-2009: carriera solista,Family OutingeCats
Nonostante le numerose attività del gruppo, Kang Dae-sung, così come gli altri membri del gruppo, è stato in grado di portare avanti una carriera parallela da solista. Il suo primo singolo Nal bwa Gwisun (날 봐, 귀순) è stato pubblicato nel 2008. Il cantante ha anche partecipato allo spettacolo Family Outing come membro permanente, oltre che alla produzione coreana del musical Cats, nel ruolo di Rum Tum Tugger. Daesung è poi diventato conduttore del programma musicale Show! Music Core della MBC, insieme al compagno di gruppo Seungri.
Nel 2009, Kang Dae-sung ha pubblicato un secondo singolo intitolato Daebakiya (이야 대박) ed avrebbe dovuto prendere parte al musical Shouting, tuttavia rimane ferito in un incidente stradale prima che lo spettacolo potesse avere inizio. Il cantante stava tornando a Seul da una location per le riprese del programma quando l'incidente è avvenuto sull'autostrada Pyeongtaek Express, nella provincia di Gyeonggi. Il furgone ha colpito il guard rail mentre slittava sotto la pioggia battente, secondo YG Entertainment. Daesung, che era sul sedile del passeggero, ha riportato la frattura del setto nasale, un trauma alla schiena e lievi contusioni al viso e alle braccia. L'incidente ha costretto Kang Dae-sung a sottoporsi ad un intervento chirurgico e ad interrompere le proprie attività lavorative sino ad ottobre 2009.

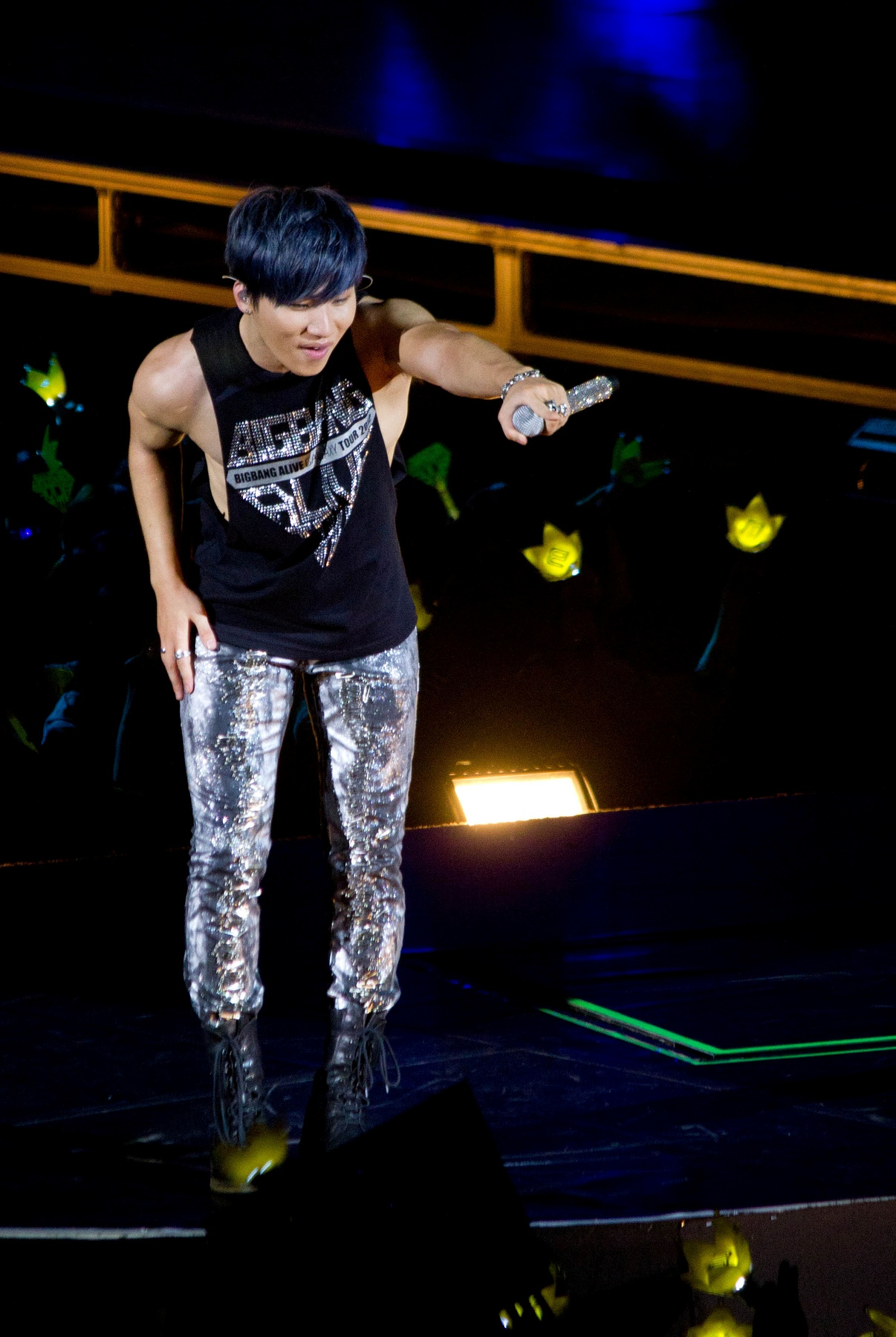
Daesung durante lAlive World Tour dei Big Bang nel 2012

### 2010-2012:What's Up,Night After Nighte singoli
Daesung ha pubblicato un nuovo singolo, Cotton Candy, alla fine di gennaio 2010. Il brano è stato prodotto da Jung Ji-chen, con Daesung che ha scritto per intero il testo. Sempre nel 2010, Daesung ha iniziato le riprese del musical pre-prodotto da MBC, What's Up, scritto da Song Ji-na. Lunatic, un brano cantato da Daesung per la colonna sonora del drama, è stato pubblicato online lo stesso giorno. Dal novembre 2010, Daesung è anche diventato conduttore del talk show di varietà Night After Night. Nello stesso anno, Daesung ha registrato un duetto con la co-protagonista di Family Outing, Lee Hyo-ri, dal titolo How Did We Get, incluso nell'album di quest'ultima.
Nell'aprile 2011, Daesung pubblicò un brano solista, Baby Don't Cry, incluso successivamente nel quarto EP dei Big Bang. Il brano fu eseguito per la prima volta al concerto Big Show 2011 a febbraio. Il 31 maggio 2011, dopo la pubblicazione di alcuni singoli da solista, un secondo incidente stradale, nel quale perde la vita un motociclista pone nuovamente in stallo la sua carriera. Un'indagine ha scagionato il cantante dalle accuse, ma ha dovuto sospendere le sue attività pubbliche con i Big Bang per un periodo di tempo.
Daesung fece la sua prima apparizione pubblica dopo l'incidente il 6 novembre 2011, quando partecipò agli MTV Europe Music Awards a Belfast, nell'Irlanda del Nord. Da dicembre 2011 a gennaio 2012, si esibì anche per i concerti della YG Family, tenutisi in Corea del Sud e Giappone. Daesung è tornato insieme al resto dei membri dei Big Bang nel marzo 2012 con il loro nuovo mini-album Alive, che include un brano solista cantato da Daesung intitolato Wings, una "ballata rock edificante" che ha ricevuto recensioni positive.

### 2013-2016: debutto da solista in Giappone,D'sloveeDelight
Daesung ha pubblicato il suo primo album solista giapponese, D'scover, il 27 febbraio 2013. Contiene un totale di 12 tracce, per lo più remake di brani originali giapponesi, e include anche i brani Wings e Baby Don't Cry. D'scover si è classificato al secondo posto nella classifica degli album di Oricon, e al secondo posto nella classifica dei migliori album della settimana. Fu poi annunciato che Daesung avrebbe tenuto un totale di quattro concerti da solista a Kobe e Tokyo per promuovere l'album. Tuttavia, a grande richiesta, sono stati aggiunti altri 21 concerti in 17 città, portando il totale a 25 concerti in 18 città. Il D'scover Tour è iniziato il 23 marzo alla World Memorial Hall di Kobe e si è concluso il 18 giugno alla Yokohama Arena di Kanagawa, con una partecipazione di 100.000 fan.
Nel febbraio 2014, la YGEX annunciò che Daesung avrebbe tenuto un secondo tour in Giappone. Il D'slove Tour iniziò l'11 giugno 2014 alla Yokohama Arena. Lo stesso giorno, pubblicò un mini album digitale di nome Rainy Rainy, contenente 4 canzoni per celebrare l'inizio del tour. L'album raggiunse la vetta delle classifiche ITunes in Giappone. Daesung ha pubblicato il suo secondo album giapponese, D'slove, il 16 luglio. L'album si è classificato al primo posto nella classifica giornaliera degli album di Oricon il giorno dell'uscita, con un totale di 30.090 copie vendute. Il brano I Love You, in collaborazione con Taro Hakase, è stato pubblicato come singolo fisico e ha raggiunto la quinta posizione nella classifica settimanale degli album di Oricon. Per promuovere il suo album, Daesung ha proseguito il suo secondo tour giapponese, toccando nove città e attirando un totale di 170.000 fan in 17 concerti. Daesung è diventato il primo artista K-pop ad aver superato i 100.000 fan nel suo tour di concerti per due anni consecutivi.
Il 19 ottobre, Daesung ha pubblicato il suo terzo EP giapponese, Delight. L'album include 9 versioni di 4 brani, tra cui remake dei suoi singoli coreani e cover di famose canzoni giapponesi degli anni '70. Ha ricevuto commenti positivi dai due cantanti originali. Delight ha raggiunto la vetta della Oricon Daily Albums Chart il giorno della sua uscita con 65.048 copie vendute. L'album si è classificato al 64° posto nella classifica annuale degli album di Oricon con 79.000 copie vendute, il risultato più alto finora raggiunto dal cantante. Per ringraziare i fan del loro supporto, la YGEX ha annunciato che Daesung avrebbe tenuto un tour solista in Giappone. I concerti si sono tenuti allo Stadio Nazionale di Yoyogi il 31 gennaio e il 1º febbraio 2015, e poi all'Osaka-jō Hall il 10 e l'11 febbraio. Nel secondo spettacolo allo Yoyogi, Linda Yamamoto, cantante originale della canzone Donimo Tomaranai, ha fatto un'apparizione a sorpresa.

### 2017-presente:Solo Dome ToureD-Day
Il 2 dicembre 2016, YGEX ha annunciato che Daesung avrebbe tenuto il suo primo tour da solista in Giappone, intitolato D-lite Japan Dome Tour 2017. Il tour è iniziato al Seibu Prince Dome il 15 e 16 aprile e si è concluso al Kyocera Dome il 22 e 23 aprile. Il tour ha attirato 150.000 fan nelle due città. Successivamente, YGEX ha annunciato che Daesung avrebbe intrapreso un tour nazionale chiamato DNA Show Vol. 1, con 28 spettacoli che sarebbero iniziati l'11 agosto 2017. Con oltre 350.000 persone che hanno fatto domanda per acquistare i biglietti per i suoi concerti, un numero sei volte superiore alle aspettative, sono stati annunciati altri undici spettacoli, per un totale di 39 concerti in 18 città, rendendolo il suo tour più grande nel paese. Si sostiene che, in totale, abbiano partecipato 88.000 fan.
Il suo secondo EP giapponese, intitolato D-Day, è stato pubblicato contemporaneamente in Corea del Sud e Giappone il 12 aprile 2017. L'album conteneva sette canzoni scritte e composte da importanti artisti giapponesi, tra cui Ayaka, Hata Motohiro, Kameda Seiji e lo stesso Daesung. D-Day raggiunse il primo posto dell'Oricon Albums Chart e della Billboard Japan Albums Chart. Daesung è apparso nell'album di cover ufficiale della band giapponese Dreams Come True, in cui è stata realizzata una cover del brano Egao no Yukue, pubblicato originariamente nel 1990. Il 12 ottobre 2017 ha pubblicato anche l'EP digitale Delight 2, contenente tre cover e un brano originale. Al momento della pubblicazione, l'EP ha raggiunto le vette delle classifiche di diversi servizi musicali online giapponesi. Grazie alla sua popolarità, è stato annunciato che Delight 2 sarebbe uscito in formato fisico il 20 dicembre con sette tracce aggiuntive. Al momento della sua uscita fisica, l'EP ha debuttato al terzo posto della classifica Oricon, con 45.267 copie vendute.
Il 25 luglio 2019 è stato riferito che un edificio a Gangnam, acquistato da Daesung nel 2017 prima del suo arruolamento militare, gestiva un'attività di intrattenimento illegale. Il giorno dopo, Daesung ha rilasciato una dichiarazione di scuse e ha affermato di non esserne a conoscenza perché aveva iniziato il servizio militare subito dopo aver acquistato l'edificio e che avrebbe intrapreso azioni legali contro gli inquilini che avevano commesso atti illegali, come il proprietario dell'edificio. A partire da gennaio, tutte le possibili accuse nei suoi confronti sono state ritirate per mancanza di prove e di conoscenze legittime sul caso.
Daesung ha aperto un canale YouTube anonimo nel 2020, ma è stato scoperto nel marzo 2021. Il canale YouTube si chiama "D'splay". Il 26 dicembre 2022, YG ha confermato che Daesung aveva rescisso il suo contratto con l'etichetta. Tuttavia, sarebbe rimasto membro dei Big Bang e sarebbe stato disponibile a collaborare in qualsiasi momento. Nell'aprile 2023, Daesung ha firmato un contratto con la RND Company. Nel luglio dello stesso anno, Daesung si è esibito al festival Waterbomb Japan a Nagoya (22 luglio) e a Tokyo (29 luglio). Nell'agosto 2023 ha tenuto il suo primo tour dopo sei anni, intitolato DShow Vol. 2, esibendosi a Fukuoka, Tokyo, Osaka e Nagoya. Nel marzo 2024, Daesung pubblicò un singolo intitolato Falling Slowly e iniziò il suo tour di fan meeting in Asia chiamato D's ROAD, oltre che a un altro tour in Giappone di nome D's IS ME. L'8 aprile 2025 pubblica il suo primo EP in lingua coreana, D's Wave.

## Vita privata
Nel 2008 Daesung si iscrisse alla Kyung Hee University per studiare musica postmoderna. È un cristiano devoto e ha affermato che la sua fede ha avuto un grande impatto sulla sua rivalutazione della vita dopo aver passato un semaforo rosso nel 2011. Il 31 maggio 2011 è stato coinvolto in un incidente automobilistico in cui perde la vita un motociclista. Un'indagine ha cancellato il cantante delle accuse, ma ha dovuto sospendere le sue attività con i Big Bang per un periodo di tempo.
Dae-sung ha iniziato il servizio militare obbligatorio il 13 marzo 2018, ed è stato congedato il 10 novembre 2019.

## Discografia

### Da solista

#### Album in studio
- 2013 – D'scover
- 2014 – D'slove

#### Singoli
- 2006 – Try Smiling
- 2008 – Look at Me, Gwisoon
- 2009 – A Big Hit
- 2010 – Cotton Candy
- 2011 – Baby Don't Cry
- 2011 – Lunatic
- 2012 – Wings
- 2013 – I Love You
- 2017 – D-Day

### Con i Big Bang
- 2006 – Bigbang Vol. 1
- 2008 – Number 1
- 2008 – Remember
- 2009 – Big Bang
- 2011 – Big Bang 2
- 2012 – Alive
- 2016 – Made Series
- 2016 – Made

## Riconoscimenti
- Music Jacket Award
  - 2013 – Candidatura Best Music Jacket per D'scover[82]